# 德韋恩·戴德蒙
德韋恩·賈邁爾·戴德蒙（英語：Dewayne Jamal Dedmon；1989年8月12日—），生於美國加利福尼亞州蘭開斯特，職業籃球運動員。最後效力NBA球隊費城76人，場上位置為中鋒。大學時期效力於羚羊谷學院和南加州大學。

## 高中和大學生涯

### 蘭開斯特高中和羚羊谷學院
戴德蒙早年就讀於加利福尼亞州的蘭開斯特高中。他的身材在高中時已經比同期學生還要來的高大。戴德蒙的母親是一位虔誠的耶和華見證人信徒，在地方診所擔任接待員。平日上班時她會把戴德蒙和兩個姐姐送到牧師學校讀經。星期六參加信徒的傳教工作是戴德蒙一家生活的重心。他的母親以宗教理由反對戴德蒙從事籃球運動，因為她認為她的小孩現在還不適合接觸體育活動。因此在升上高中以前戴德蒙從未接觸過籃球運動。18歲時，戴德蒙的身高已經長到6英尺8英尺（2.03米）。2008年他從蘭開斯特高中畢業後，進入了羚羊谷學院就讀，但是他並沒有參加2008–09賽季的比賽。
在2009–10賽季，戴德蒙作為羚羊谷學院的一名新生。身高7英尺的戴德蒙取得了場均6.6分和7.8個籃板的成績，幫助羚羊谷學院打出了17勝14敗的戰績。2010年1月27日，在對上維克多學院的比賽中，戴德蒙的鼻腔遭到肘擊導致前額骨受傷。迫使戴德蒙錯過了最後七場常規賽，但是他趕上了季后賽，並於2月24日的第一場比賽中拿下了5分和13個籃板，幫助球隊戰勝了圣地亚哥美丽华学院。

### 南加州大學
升上大學二年級後，戴德蒙開始逐漸嶄露頭角。2010年4月14日，戴德蒙與南加州大學達成協議，隨後在2010–11賽季因為NCAA的轉學規定重做了調整。戴德蒙在羚羊谷學院完成了最後一個學期，但是他並沒有為羚羊谷學院打任何一場比賽，以保留三個賽季的資格。2010–11賽季，戴德蒙正式從羚羊谷學院轉學至南加州大學，並開始與球隊練習。
2011–12賽季，作為南加州大學的二年級生，戴德蒙遭遇傷病困擾，傷病大幅限制了他的發展，但是戴德蒙仍然在20場比賽中平均每場拿下7.6分和5.5個籃板，並以20.5％的投籃命中率領先全隊。2012年1月19日，戴德蒙在對上俄勒岡隊的比賽中得到個人賽季新高的18分，隨後在1月21日對陣俄勒岡州隊的比賽中拿下了8分8個籃板。
2012–13賽季，戴德蒙在南加州大学场均得6.7分、7.0篮板、2.1阻攻和1.1抄截，其中篮板、阻攻和抄截数据均名列全队首位。在Draftexpress的100大新秀排名中，戴德蒙排名在第81位。
2013年4月24日，戴德蒙宣布將放棄他最後一年的大學資格，並參加2013年NBA選秀。

### 大學統計數據
| 賽季    | 大學       | 上場次數 | 先發次數 | 上場時間 | 投篮命中率 | 三分球命中率 | 罚球命中率 | 篮板 | 助攻 | 抄截 | 阻攻 | 得分 |
| ------- | ---------- | -------- | -------- | -------- | ---------- | ------------ | ---------- | ---- | ---- | ---- | ---- | ---- |
| 2011–12 | 南加州大學 | 20       | 20       | 23.3     | 55.1       | 0.0          | 53.7       | 5.5  | 0.3  | 0.7  | 1.0  | 7.6  |
| 2012–13 | 南加州大學 | 31       | 29       | 22.3     | 50.0       | 0.0          | 68.1       | 7.0  | 0.6  | 1.1  | 2.1  | 6.7  |

## 職業生涯

### 金州勇士（2013）
在2013年的選秀大會上，戴德蒙並沒有獲得任何球隊青睞。後來邁阿密熱火邀請戴德蒙參加2013年NBA夏季聯賽，但未能獲得簽約的機會。2013年9月23日，戴德蒙與金州勇士簽約。然而在打了五場熱身賽之後，戴德蒙在10月25日被勇士隊放棄。11月1日，戴德蒙與勇士在發展聯盟的附屬球隊聖克魯斯勇士簽約。
2013年11月18日，由于杰梅因·奥尼尔的受伤，戴德蒙與金州勇士重新簽約，但第二天被下放到聖克魯斯勇士。隨後又於11月20日被勇士隊召回，11月24日被重新下放，11月25日再度被召回。12月5日，金州勇士放棄了他。戴德蒙只代表勇士出战了4场比赛，场均得到0.3分。五天后，聖克魯斯勇士重新與戴德蒙簽約。

### 费城76人（2014）
2014年1月14日，戴德蒙與费城76人簽訂了為期10天的合約。並於第二天對上夏洛特山貓的比賽中首次於76人亮相。在14分鐘的上場時間內獲得了7個籃板和2阻攻。1月24日，戴德蒙與76人簽訂了第二份為期10天的合約。在2月2日他的第二份10天合約到期後，76人選擇與他分道揚鑣，戴德蒙只代表76人出战了11场比赛，平均得到3.4分和4.5篮板。同一天，他被提名為2014年NBA全明星周末的新秀挑戰賽陣容。2月3日，戴德蒙與聖克魯斯勇士重新簽約，隨後又遭放棄。

### 奧蘭多魔術（2014−2016）
2014年2月25日，戴德蒙與奧蘭多魔術簽下了一份為期10天的合約。隨後於3月7日又與魔術隊簽下了第二個為期10天的合約，接著於3月17日续签至赛季结束。
2014年7月，戴德蒙代表魔術隊參加了2014年NBA夏季聯賽。2014–15賽季是戴德蒙的職業生涯第一個完整的賽季。2015年3月8日，魔術以103-98戰胜波士頓塞爾提克，戴德蒙拿下了11分和16個籃板。
2015年11月7日，戴蒙德在魔術擊敗前東家費城七六人的比賽中拿下了12分，刷新職業生涯單場得分紀錄。2016年3月5日，他被下放到了魔術在發展聯盟的附屬球隊伊利海鷹。兩天后，魔術召回了他。2016年3月26日，戴德蒙擔任魔術隊的先發，幫助魔術擊敗芝加哥公牛，並於22分鐘內紀錄了職業生涯新高的18分和13個籃板。

### 聖安東尼奧馬刺（2016−2017）
2016年7月14日，戴德蒙與聖安東尼奧馬刺簽下两年593万美元的合約。並於2016年10月25日對上金州勇士的比賽中首次於馬刺隊亮相，最後馬刺以129-100擊敗勇士。戴德蒙在16分鐘的上場時間裡貢獻2分、8個籃板、1抄截和2阻攻。2017年2月10日，马刺以103-92战胜底特律活塞，戴德蒙全场得到17分和17篮板，刷新了职业生涯单场篮板纪录。

### 亞特蘭大老鷹（2017−至今）
2017年7月21日，戴德蒙與亞特蘭大老鷹簽下两年1400万美元的合約。2017年11月15日，老鷹以126-80擊敗沙加緬度國王，戴德蒙拿下了職業生涯最高的20分和14個籃板。2017年11月29日，因左腳脛骨出現壓力反應，戴德蒙缺席了三至六週的比賽。

## 職業生涯數據

### NBA例行賽數據統計
| 賽季    | 球隊           | 出賽 | 先發 | 平均上場時間(分鐘) | 投籃命中率(%) | 三分球命中率(%) | 罰球命中率(%) | 平均籃板 | 平均助攻 | 平均抄截 | 平均阻攻 | 平均得分 |
| ------- | -------------- | ---- | ---- | ------------------ | ------------- | --------------- | ------------- | -------- | -------- | -------- | -------- | -------- |
| 2013–14 | 金州勇士       | 4    | 0    | 1.5                | 0.0           | 0.0             | 50.0          | 0.0      | 0.0      | 0.0      | 0.0      | 0.3      |
| 2013–14 | 費城76人       | 11   | 0    | 13.6               | 51.7          | 0.0             | 53.8          | 4.5      | 0.3      | 0.0      | 0.8      | 3.4      |
| 2013–14 | 奧蘭多魔術     | 16   | 6    | 14.6               | 43.4          | 0.0             | 76.5          | 4.9      | 0.1      | 0.4      | 0.8      | 3.7      |
| 2014–15 | 奧蘭多魔術     | 59   | 15   | 14.3               | 56.2          | 0.0             | 53.1          | 5.0      | 0.2      | 0.3      | 0.8      | 3.7      |
| 2015–16 | 奧蘭多魔術     | 58   | 20   | 12.2               | 55.9          | 0.0             | 75.0          | 3.9      | 0.2      | 0.4      | 0.8      | 4.4      |
| 2016–17 | 聖安東尼奧馬刺 | 76   | 37   | 17.5               | 62.2          | 0.0             | 69.9          | 6.5      | 0.6      | 0.5      | 0.8      | 5.1      |
| 生涯    |                | 224  | 78   | 14.6               | 57.1          | 0.0             | 66.8          | 5.1      | 0.3      | 0.4      | 0.8      | 4.3      |

### NBA季後賽數據統計
| 季後賽  | 球隊           | 出賽 | 先發 | 平均上場時間(分鐘) | 投籃命中率(%) | 三分球命中率(%) | 罰球命中率(%) | 平均籃板 | 平均助攻 | 平均抄截 | 平均阻攻 | 平均得分 |
| ------- | -------------- | ---- | ---- | ------------------ | ------------- | --------------- | ------------- | -------- | -------- | -------- | -------- | -------- |
| 2016–17 | 聖安東尼奧馬刺 | 12   | 3    | 8.0                | 60.9          | 0.0             | 53.1          | 3.9      | 0.3      | 0.2      | 0.3      | 3.8      |
| 生涯    |                | 12   | 3    | 8.0                | 60.9          | 0.0             | 53.1          | 3.9      | 0.3      | 0.2      | 0.3      | 3.8      |

## 個人生活
戴德蒙是湯瑪斯·戴德蒙和蓋兒·路易斯的兒子，另外他還有兩個姐姐，莎賓娜·戴德蒙和瑪莉娜·戴德蒙。他的父親湯瑪斯在戴德蒙三歲時自殺，而他的母親是一位虔誠的耶和華見證人信徒。